# Michel Hazanavicius
Michel Hazanavicius (Parijs, 29 maart 1967) is een Franse regisseur, filmproducent, scenarioschrijver, acteur en editor. Hij is het meest bekend door zijn film uit 2011, The Artist, waarvoor hij een Oscar voor Beste Film en Beste Regisseur won.

## Levensloop
Hazanavicius is geboren in een Joodse familie afkomstig uit Litouwen. Zijn grootouders zijn verhuisd naar Frankrijk in de jaren 20. Voor hij films regisseerde, begon hij bij de televisie, op kanaal Canal+, waar hij startte als regisseur in 1988. Hij begon eerst reclamespotjes te regisseren. 
In 1993 maakte hij zijn eerste lange speelfilm, genaamd: La Classe Americaine, voor televisie. Zeven jaar later maakte hij zijn tweede langspeelfilm, OSS 117 : Le Caire, nid d'espions, een parodie op de jaren 60 spionnenfilmen en over de fictieve spion OSS 117 van de boeken van Jean Bruce. De film was een succes. 
In 2009 kwam er een vervolg van de film genaamd: OSS 117 : Rio ne répond plus.

### Privéleven
Hazanavicius had een relatie met regisseur Virginia Lovisone, waar hij twee dochters mee heeft, Simone en Fantine. Hij trouwde in 2006 met actrice Bérénice Bejo, die acteerde in onder meer OSS 117 : Le Caire, nid d'espions en The Artist. Hazanavicius en Bejo kregen samen zoon Lucien in 2008 en dochter Gloria in 2011.

## Filmografie
- 2022 - Coupez!
- 2020 - Le Prince oublié
- 2017 - Le Redoutable
- 2014 - The Search
- 2012 - Les Infidèles - regisseur van het segment La Bonne Conscience (anthologiefilm)
- 2011 - The Artist
- 2009 - OSS 117 : Rio ne répond plus
- 2006 - OSS 117 : Le Caire, nid d'espions
- 1999 - Mes Amis
- 1997 - Echec au Capital (korte film)
- 1996 - Les Films qui Sortent le Lendemain dans les Salles de Cinema (documentaire)
- 1994 - C'est pas le 20 Heures (televisieserie)
- 1993 - La Classa Américaine (televisiefilm)
- 1992 - Ça detourne (televisiefilm)
- 1992 - Derrick contre Superman (korte televisiefilm)